# 32438 Wonyonghan
32438 Wonyonghan este o planetă minoră (asteroid), cu un diametru de 10,91 km, din centura de asteroizi. A fost descoperită pe 5 septembrie 2000 la Stația Anderson Mesa de Lowell Observatory Near-Earth-Object Search. 
Obiectul prezintă o orbită caracterizată de o semiaxă mare de 3,2101602 UAi, o excentricitate de 0,12, o înclinație de 12,78461 ° în raport cu ecliptica.